# Quake 4
Quake 4 je znanstveno fantastična računalna igra, pucačina iz prvog lica, koju je izradio Raven Software u suradnji s originalnim proizvođačem Quake igara, id Softwareom koji je osigurao Doom 3 engine, prozvan id Tech 4. Igru je izdao 18. listopada 2005. godine Activision za PC, a potom su izašle verzije za Xbox 360 i Macintosh.
Sadržajno, igra se nadovezuje na radnju iz igre Quake 2 i stavlja veći naglasak na singleplayer način igranja.

## Sadržaj
Radnja Quake 4 nastavlja se na priču iz Quake 2. Marinac Matthew Kane iz elitne jedinice "Nosoroga" (Rhino Squad) dolazi na planet Stroggos kako bi ga osigurao nakon smrti Makrona, vođe izvanzemaljskih Strogga koji je ubijen u ranijoj misiji. Nakon obavljanja niza misija, Kane se sastaje s pripadnicima svoje postrojbe te dobiva novi zadatak; infiltracija u neprijateljsko komunikacijsko postrojenje i uništenje Nexusa. Tijekom misije, Kane nailazi na nanovo sastavljenog Makrona koji ga lako savladava. Nakon što se probudi u zarobljeništvu, u medicinskoj ustanovi Strogga, gdje se zarobljenici pretvaraju ili u hranu za Strogge ili u nove kiborg jedinice, Kane prolazi kroz proces transformacije u Strogga, koju su prekinuli njegovi suborci u posljednjem trenutku. Preobražen i pretvoren u kiborga, Kane nastavlja misiju i naposljetku uništava Čuvara i jezgru Nexusa koja kontrolira Stroggove ratnike.

## Vanjske poveznice
- Službene stranice - Raven Software (engl.)
- Službene stranice - id Software (engl.)